# UWC México 33
UWC México 33: Sabori vs. Rodríguez fue un evento de artes marciales mixtas producido por Ultimate Warrior Challenge México, que se llevó a cabo el 29 de abril de 2022	en El Foro de Tijuana, Baja California, México.